# 松田登三郎
松田 登三郎（まつだ とさぶろう、1867年9月21日〈慶応3年8月24日〉 - 1949年〈昭和24年〉8月27日）は、日本の実業家、土木技術者。大倉土木（現・大成建設）常務取締役を勤めた。

## 来歴
塩飽諸島の讃岐国那珂郡廣島（現・香川県丸亀市）に生まれる。工手学校建築科（現・工学院大学）を首席で卒業後、当時の大倉組に入社する。入社後は設計や工事監督を歴任した。日本最初の地下鉄となった東京地下鉄道上野駅 - 浅草駅間（現・東京メトロ銀座線）の起工式では、東京地下鉄道社長の早川徳次らとともに杭を打ち込んだ。次女は彫刻家の高村光雲の三男高村豊周と結婚している。

## 主な仕事

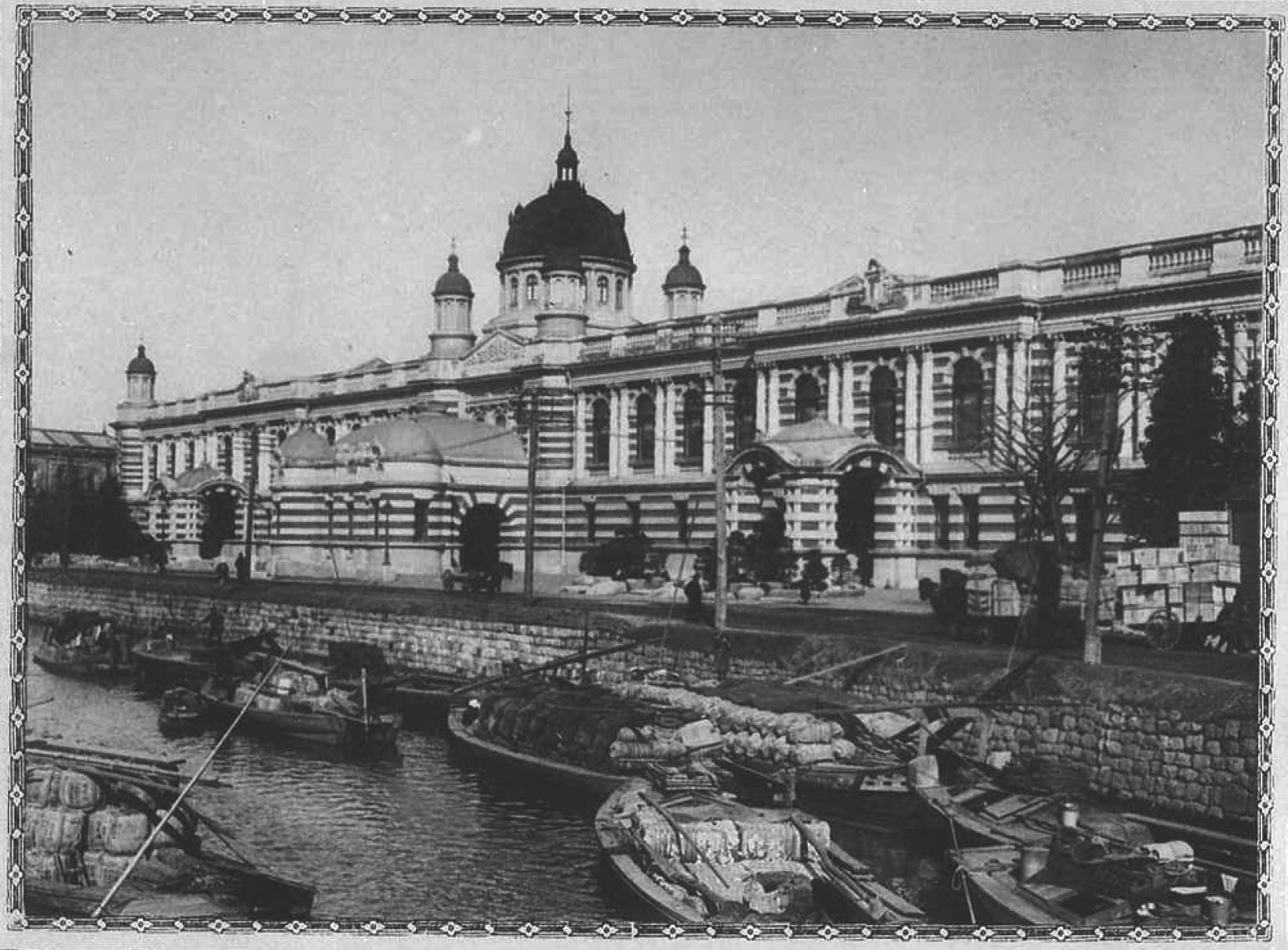
逓信省庁舎

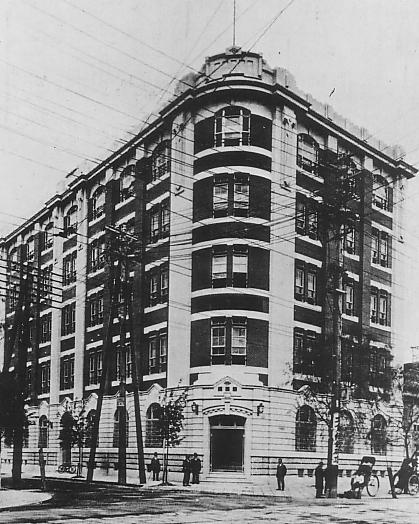
大倉組本館

逓信省庁舎新築工事
- 1908年（工事主任）

京橋区木挽町に建てられた。煉瓦造りの三階建て、中央に高さ36メートルの塔を設けた、ルネッサンス風の建築であった。後に関東大震災で焼失した。
海軍造兵廟材料倉庫新築工事
- 1910年（工事主任）

築地五丁目に建てられた。アンネビック式の鉄筋コンクリート工法を採用している。記録によると「明治四十三年七月起工、翌年三月完工、請負金二万三百五十円、工事担当松田登三郎、わが国最初の鉄筋コンクリート造り」とあり、日本における鉄筋コンクリート工事の草分けであった。
国府津機関車庫
- 1911年（工事主任）

大倉土木組の鉄筋コンクリート工法第二号の工事として、国鉄から委託を受けた。蒸気機関車庫として従来の煉瓦方式に代わる最新の扇型設計であった。
明治天皇大喪葬式場工事
- 1912年（総主任）

1912年7月30日に明治天皇が崩御すると大喪使の命令で工事に参加した。折から風雨の多い季節であったが、工事を急ぎ9月13日の式日に間に合わせた。請負金は20万3千円であった。
昭憲皇太后大喪葬式場工事
- 1914年（総主任）

大倉組本館新築工事
- 1914年（工事主任）

鉄筋コンクリート工法に確信を得て、大倉喜八郎は合名会社大倉組の本館をこの工法で建て直すことを考えた。地上5階地下1階で、当時としては前例のない高層鉄筋コンクリートビルであった。外部は1階が石張り、2階以上は化粧煉瓦張りとした。
最新式の建物であったため、関東大震災でもびくともしなかった。しかし銀座付近の人々が続々と避難してきたため、その避難者の荷が火を呼び入れ、館内が全焼した。震災後の改修当たっても2階の電車通りに面し焼け肌を残した一室の天井は、地震の教訓として後世に残すこととした。
旧大倉喜八郎小田原別邸「共寿亭」
- 1919年

1920年（大正9年）に神奈川県小田原市板橋に別荘として建設。敷地約3600坪、楼閣風の２階を持つ和風建築の建物は小さめの玄関、隠し階段など、暴漢を防ぐための工夫がなされている。喜八郎の没後、主婦と生活社の大島秀一社長に買い取られ、その後割烹旅館「山月」として営業した。小田原市登録有形文化財（平成14年登録、非公開)。